# Сивомаскинське сільське поселення
Сивома́скинське сільське поселення (рос. Сивомаскинское сельское поселение) — муніципальне утворення у складі Воркутинського міського округу Республіки Комі, Росія. Адміністративний центр — селище Сивомаскинський.

## Населення
Населення — 606 осіб (2010; 1211 у 2002, 1404 у 1989).

## Склад
До складу поселення входять такі населені пункти:
| Населений пункт         | Населення, осіб (1989) | Населення, осіб (2002) | Населення, осіб (2010) |
| ----------------------- | ---------------------- | ---------------------- | ---------------------- |
| Мескашор, селище        | -                      | 444                    | 54                     |
| Сивомаскинський, селище | -                      | 627                    | 525                    |
| Сейда, селище           | 1228                   | 104                    | 23                     |
| Хановей, селище         | 176                    | 36                     | 4                      |